# Вуд-Лейк (город, Миннесота)
Вуд-Лейк (англ. Wood Lake) — город в округе Йеллоу-Медисин, штат Миннесота, США. На площади 2,1 км² (2,1 км² — суша, водоёмов нет), согласно переписи 2002 года, проживают 436 человек. Плотность населения составляет 209,1 чел./км².
- Телефонный код города — 507
- Почтовый индекс — 56297
- FIPS-код города — 27-71446[2]
- GNIS-идентификатор — 0654335[3]